# 85386 Payton
85386 Payton este un asteroid din centura principală de asteroizi.

## Descriere
85386 Payton este un asteroid din centura principală de asteroizi. A fost descoperit pe 26 iulie 1996 la observatorul AMOS din Haleakala. Asteroidul prezintă o orbită caracterizată de o semiaxă mare de 2,69 ua, o excentricitate de 0,11 și o înclinație de 13,6° în raport cu ecliptica.